# Sassel

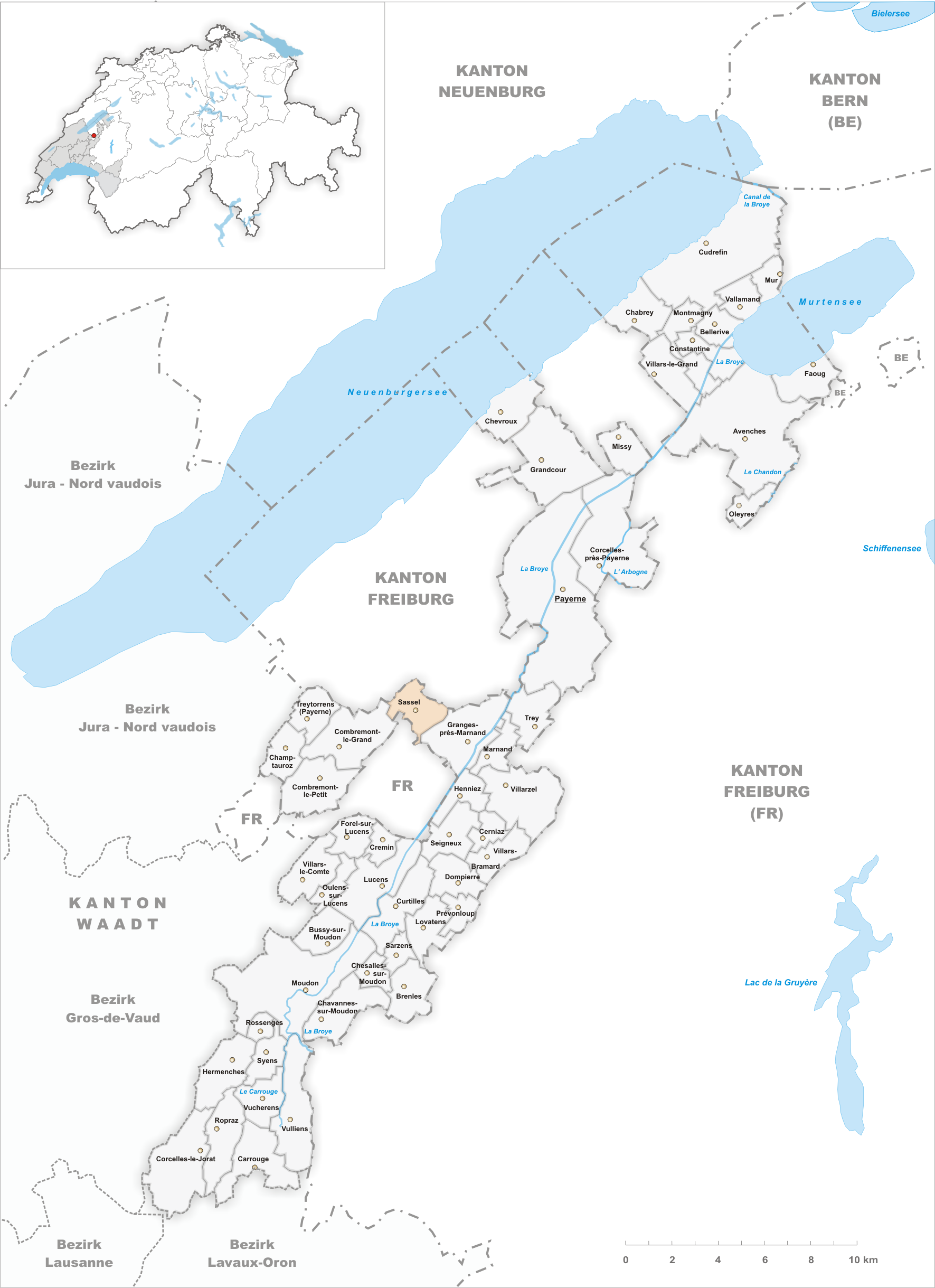
Gemeindestand vor der Fusion am 30. Juni 2011

Sassel war bis zur Fusion zu Valbroye am 1. Juli 2011 eine politische Gemeinde im Distrikt Broye-Vully des Kantons Waadt in der Schweiz.

## Geographie
Sassel liegt auf 634 m ü. M., acht Kilometer südwestlich des Bezirkshauptorts Payerne (Luftlinie). Das Bauerndorf erstreckt sich an aussichtsreicher Lage auf einem Hochplateau westlich des mittleren Broyetals, im Molassehügelland des nördlichen Waadtländer Mittellandes.
Die Fläche des 3,4 km² grossen ehemaligen Gemeindegebiets umfasst einen Abschnitt des Hügellandes zwischen dem Neuenburgersee und dem Broyetal. Der zentrale Teil des Gebietes wird von der Hochfläche von Sassel eingenommen. Nach Westen erstreckte sich der Gemeindeboden in den Wald Grand Bois, in dem mit 756 m ü. M. der höchste Punkt von Sassel erreicht wird. Der Höhenrücken bildet die Wasserscheide zwischen der Petite Glâne im Westen und dem Broyetal im Osten. Nach Südosten reicht das Gebiet auf das eine Geländestufe niedriger als Sassel liegende Hochplateau von Grands Champs (560 m ü. M.) und in einem schmalen Zipfel nach Süden bis an die Lembe, einen linken Zufluss der Broye. Von der Gemeindefläche entfielen 1997 4 % auf Siedlungen, 28 % auf Wald und Gehölze und 68 % auf Landwirtschaft.
Zur Gemeinde Sassel gehörten mehrere Einzelhöfe. Nachbargemeinden von Sassel waren Combremont-le-Grand und Granges-près-Marnand im Kanton Waadt sowie Nuvilly, Les Montets, Ménières und Surpierre im Kanton Freiburg.

## Bevölkerung
Mit 149 Einwohnern (Stand: 31. Dezember 2010) gehörte Sassel zu den kleinsten Gemeinden des Kantons Waadt. Von den Bewohnern sind 93,9 % französischsprachig, 4,7 % deutschsprachig und 1,4 % italienischsprachig (Stand: 2000). Die Bevölkerungszahl von Sassel belief sich 1900 auf 317 Einwohner. Nachdem die Bevölkerung bis 1970 durch starke Abwanderung um mehr als 50 % auf 147 Personen abgenommen hatte, blieb die Einwohnerzahl seither stabil.

## Wirtschaft
Sassel war bis in die zweite Hälfte des 20. Jahrhunderts ein vorwiegend durch die Landwirtschaft geprägtes Dorf. Noch heute haben der Ackerbau und die Viehzucht eine wichtige Bedeutung in der Erwerbsstruktur der Bevölkerung. Einige weitere Arbeitsplätze sind im lokalen Kleingewerbe und im Dienstleistungssektor vorhanden. Seit 1930 befindet sich in Sassel das Alters- und Pflegeheim Asile Duc. In den letzten Jahrzehnten hat sich das Dorf auch zu einer Wohngemeinde entwickelt. Einige Erwerbstätige sind Wegpendler, die vor allem in Payerne arbeiten.

## Verkehr
Sassel liegt abseits der grösseren Durchgangsstrassen an einer Verbindungsstrasse von Payerne nach Combremont-le-Grand. Durch einen Postautokurs, der von Payerne nach Combremont-le-Petit verkehrt, ist Sassel an das Netz des öffentlichen Verkehrs angebunden.

## Geschichte
Die erste urkundliche Erwähnung des Ortes erfolgte 1163 unter dem Namen Saselz. Später erschienen die Bezeichnungen Sasel (1166), Sases (1177), Sassez (1215), Sasses (1226), Saisel (1228), Saisses (1242) sowie Saysel und Saissel im 13. Jahrhundert. Der Ortsname ist vom lateinischen Wort saxum (Fels, Steinblock) abgeleitet.
Seit dem 13. Jahrhundert unterstand Sassel zeitweise dem Kloster Payerne, zeitweise dem Bischof von Lausanne. Mit der Eroberung der Waadt durch Bern im Jahr 1536 kam das Dorf unter die Verwaltung des Gouvernement Payerne, wobei es eine Exklave bildete. Nach dem Zusammenbruch des Ancien Régime gehörte Sassel von 1798 bis 1803 während der Helvetik zum Bezirk Estavayer-le-Lac im Kanton Freiburg. Mit der Inkraftsetzung der Mediationsverfassung wurde der Ort 1803 wieder dem Kanton Waadt und dem Bezirk Payerne zugeteilt.

## Sehenswürdigkeiten
Die Kapelle von Sassel wird bereits zu Beginn des 16. Jahrhunderts erwähnt; später wurde sie mehrfach verändert. Die aus dem 18. und 19. Jahrhundert stammenden stattlichen Bauernhäuser weisen fast alle eine Giebelausrichtung von Südwest nach Nordost auf.